# Holborn Head
Holborn Head är en udde i Storbritannien.   Den ligger i kommunen Highland och riksdelen Skottland, i den norra delen av landet, 800 km norr om huvudstaden London.
Terrängen inåt land är platt. Havet är nära Holborn Head åt nordost. Runt Holborn Head är det mycket glesbefolkat, med 6 invånare per kvadratkilometer. Närmaste större samhälle är Thurso, 2,7 km söder om Holborn Head. Trakten runt Holborn Head består i huvudsak av gräsmarker.